# سویندون
سویندون (به انگلیسی: Borough of Swindon) یکی از دو ناحیه شهرستان ویلتشر است. ویلتشر یکی از شهرستان‌های بریتانیاست.

## ویژگی‌ها
سویندون ۲۳۰٫۱۰ کیلومترمربع مساحت دارد و جمعیت آن در اواسط سال ۲۰۱۶ میلادی، حدود ۲۱۷٬۹۰۰ نفر تخمین زده شده‌است.